# Palazzo Agostino Pallavicino

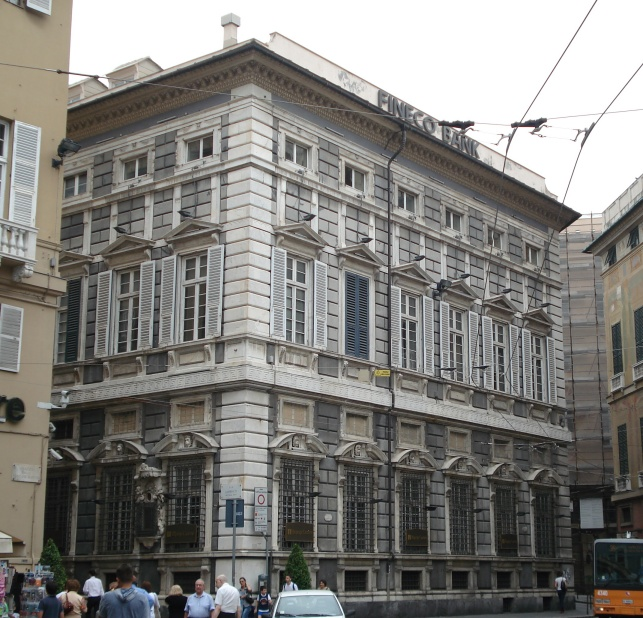
Eckansicht

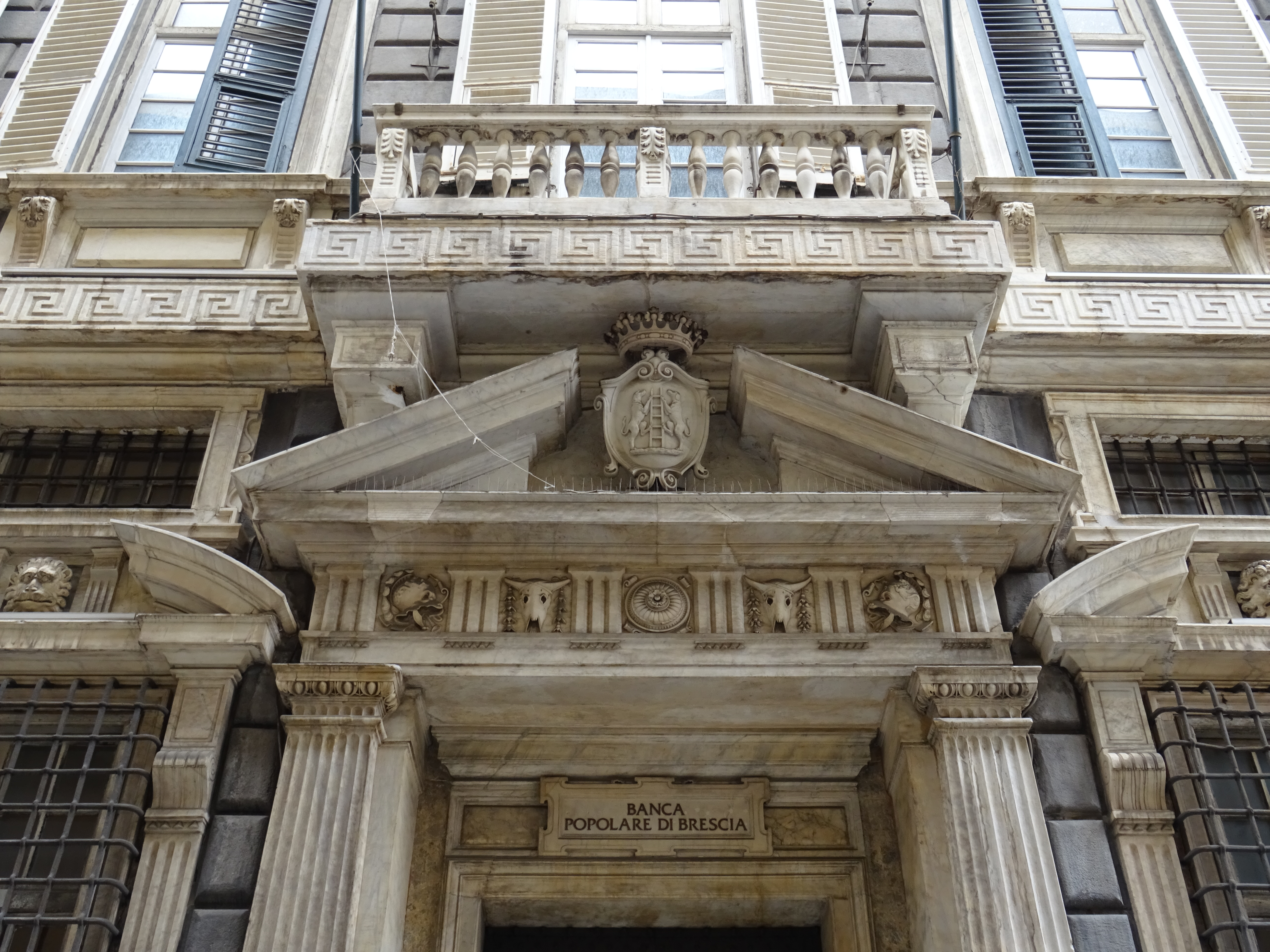
Fassadendetail

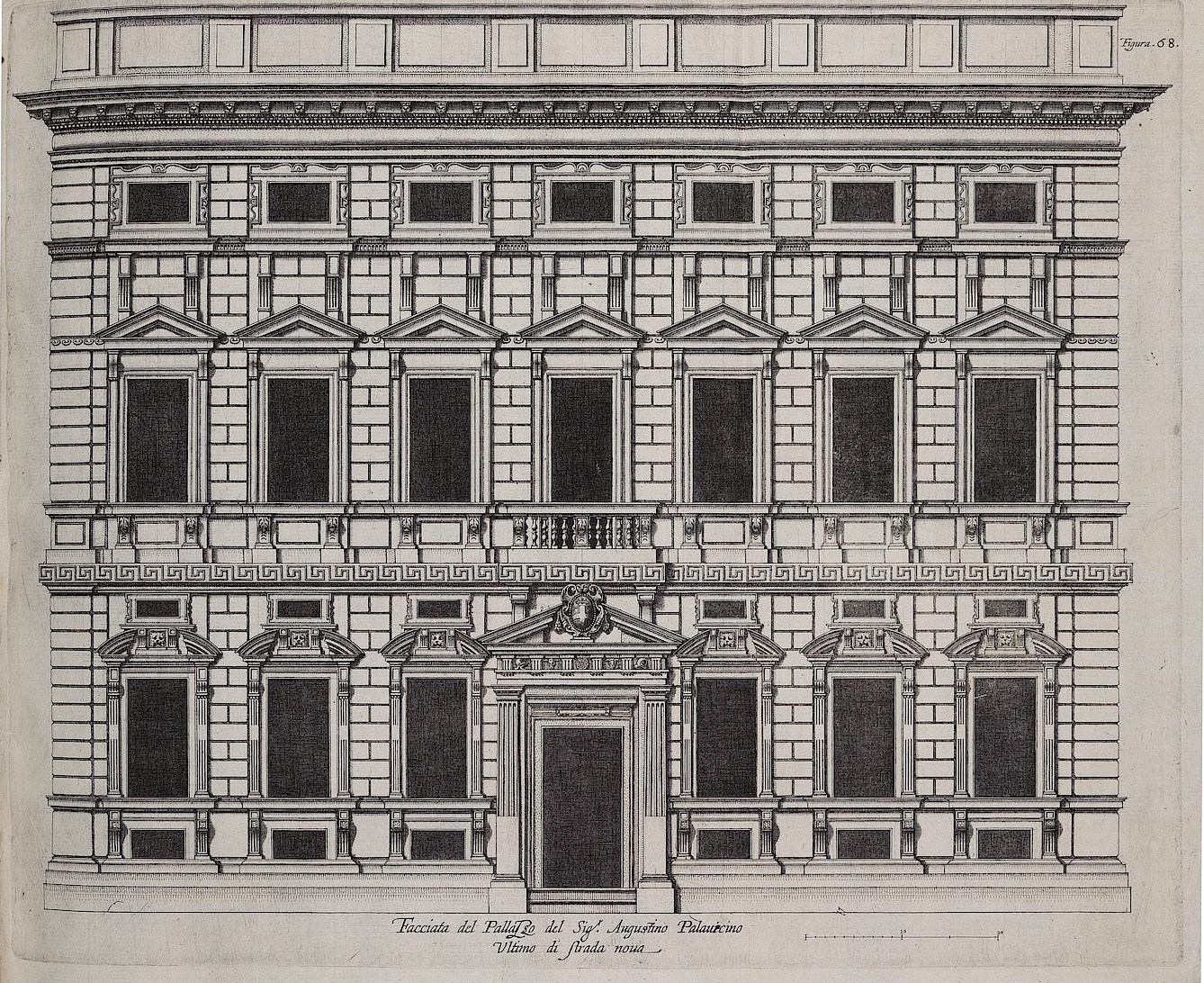
Darstellung der Fassade zur Strade Nuove (Via Garibaldi)

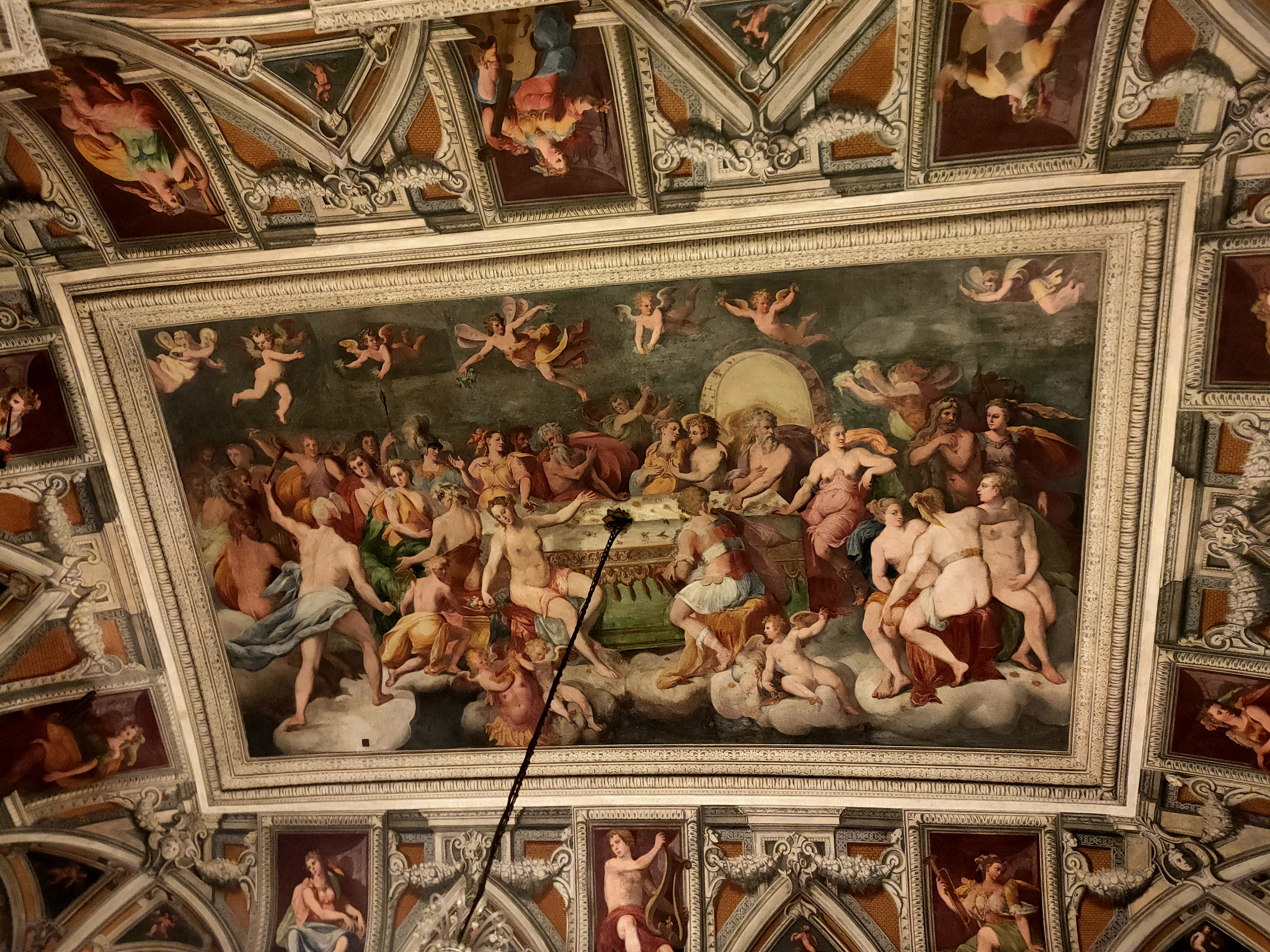
Andrea e Ottavio Semino: Die Hochzeit von Amor und Psyche

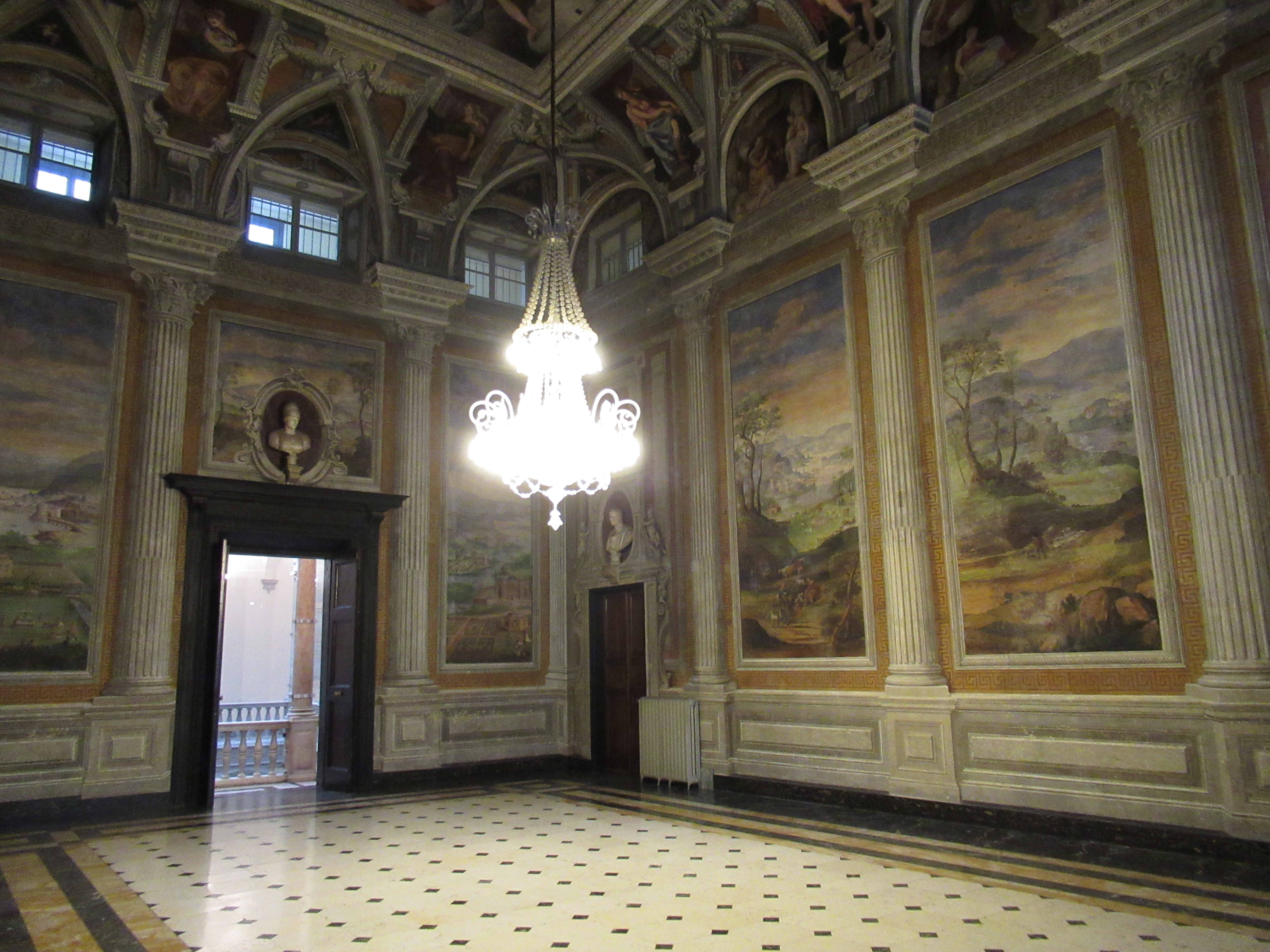
Empfangssaal

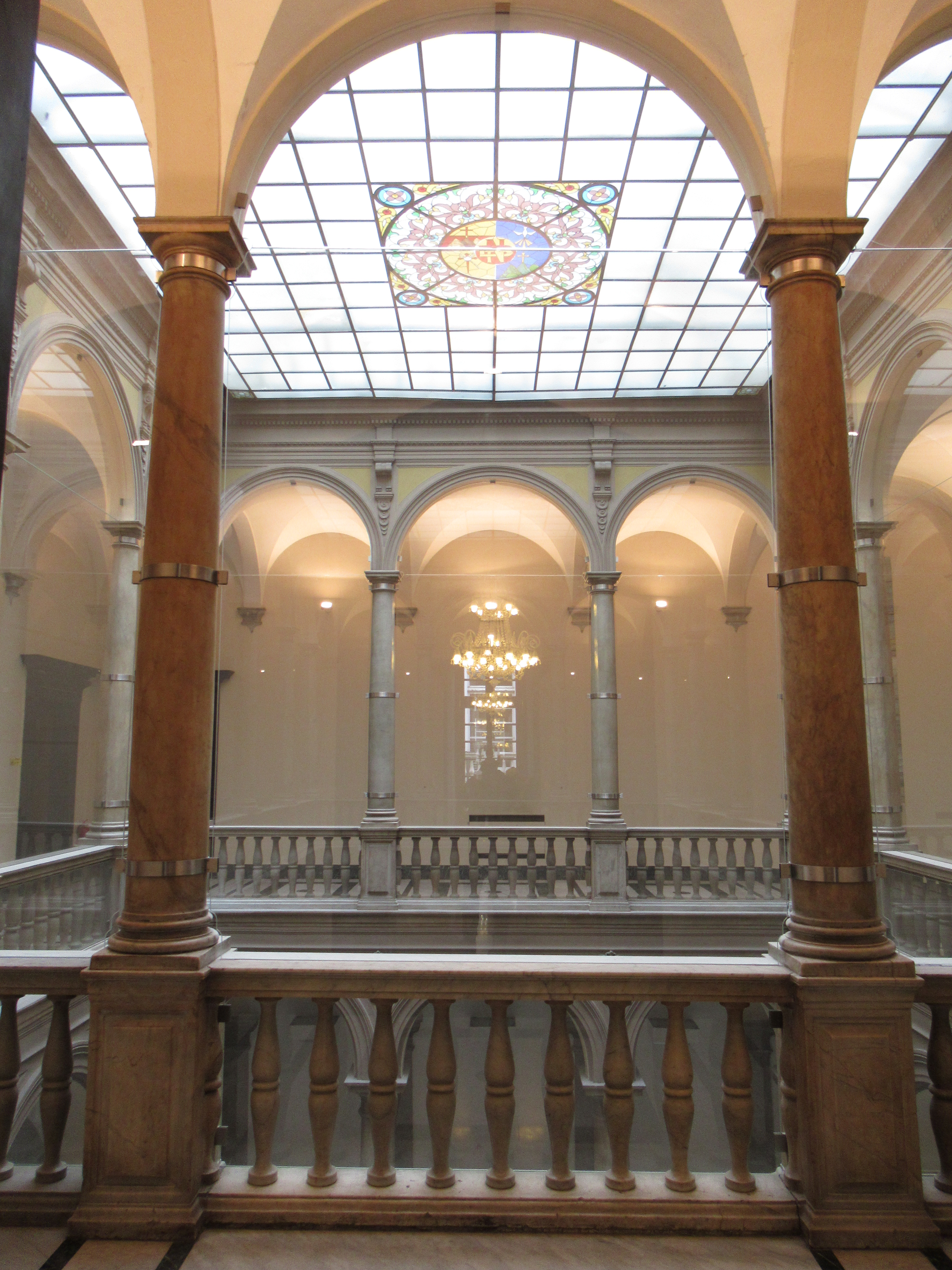
Piano nobile: zentraler Innenhof (Glasdecke 20. Jh.)

Der Palazzo Agostino Pallavicino (auch Palazzo Cambiaso) ist ein Stadtpalast in Genua, der Teil des Welterbes der UNESCO „Genoa: Le Strade Nuove and the system of the Palazzi dei Rolli“ (deutsch: Genua: Le Strade Nuove und die Palazzi dei Rolli) ist. Das Gebäude hat die Adresse Via Garibaldi 1.

## Geografische Lage
Der Palazzo liegt in prominenter Position als Eckgebäude am Beginn der Strade Nuove (heute: Via Garibaldi) und dem nördlichen Ende der langgestreckten Piazza del Fonte Moroso mit Blick aufs Meer. Das Gebäude ist hinsichtlich seiner Größe verglichen mit anderen Stadtpalästen in Genua relativ bescheiden, wirkt aber durch seine Ecklage.
Der Bauplatz lag in der Mitte des 16. Jahrhunderts am Rand des damals bebauten Gebietes der Stadt in einem Bereich, der gerade erst erschlossen wurde. Der Platz vor dem Gebäude, die „Piazza del Fonte Moroso“, war von einem architektonisch gerahmten Brunnen geprägt.

## Geschichte
Bauherr war Agostino Pallavicino, Diplomat und im Dienste der Republik Genua am spanischen Hof bei König Karl I. (als deutscher Kaiser: Karl V.) Das Gebäude entstand 1558–1560 oder bis 1565 und war der erste Stadtpalast, der in der Strada Nuova errichtet wurde. Der Bruder des Bauherren, Tobia Pallavicino, ließ zur gleichen Zeit den Palazzo Tobia Pallavicino in der Via Garibaldi 4 errichten. Ein Sohn des Bauherren, Niccolò Pallavicini (1562–1619), beherbergte Peter Paul Rubens während dessen Aufenthalt in Genua. Architekt des Palazzo Agostino Pallavicino war Bernardino Cantone, der auch die Strada Nuova geplant hat. Er war ein Schüler von Galeazzo Alessi, der die Piazza del Fonte Moroso konzipiert hatte.
Als einer der Palazzi dei Rolli war der Palazzo Agostino Pallavicino in den Rolli von 1576 bis 1664 eingetragen. Nach deren Klassifizierung, den „bussoli“, zählte er immer zur Klasse eins, außer 1588, als er in die Klasse 2 eingestuft war (zu den Einzelheiten dieser Eintragungen vergleiche hier). Die Fassade des Gebäudes ist auch in dem Werk von Peter Paul Rubens über die Genueser Stadtpaläste dokumentiert.
Noch vor 1780 kaufte die Familie Cambiaso den das Gebäude. Ihr folgte als Eigentümerin 1922 die Banco die Napoli (heute: Unicredit). In der zweiten Hälfte des 19. Jahrhunderts wurde das Gebäude und damit auch dessen Fassade zur Piazza Fontane Marose um zwei Fensterachsen verkürzt, um die Via Interiano in einer dem modernen Verkehr angemessen Breite in den Platz einführen zu können. Diese Maßnahme führte auch dazu, dass der namengebende Brunnen auf dem Platz beseitigt wurde. Der Palazzo erhielt, weil durch die Maßnahme nun auch die rückwärtige Seite vollständig zu sehen war, dort eine den beiden straßenseitigen Fassaden nachempfundene Fassadengestaltung.

## Gebäude
Der Palast ist ein Werk des Manierismus. Die beiden straßenseitigen Schaufassaden werden durch monumentales Quader-Mauerwerk geprägt, das beeindrucken soll. Das Gebäude ist eine Dreiflügelanlage deren Hauptachse auf die Via Garibaldi ausgerichtet ist. Hinter dem Portal folgt ein Vestibül, dem sich ein quadratischer Innenhof mit drei Bögen auf jeder Seite anschließt. Dessen Glasdach ist eine Ergänzung, die eingefügt wurde, als das Gebäude zur Bank umgenutzt wurde.
Das Baugrundstück war zu klein, um Platz für einen Garten zu lassen, und so entfaltet der Palazzo seine repräsentative Pracht vollständig in den Innenräumen. Dazu gehören Fresken der Brüder Andrea und Ottavio Semino „Der Raub der Sabinerinnen“, der in fünf Episoden an der Decke eines Salons dargestellt wird, und der Mythos von Amor und Psyche im Gewölbe des Empfangssaals in vier Lünetten. Apollon und die Musen, gemalt in leuchtenden Farben, Marmorbüsten an den Türen und eine Reihe von Landschaften, die von Pilastern der Wände begrenzt werden, vervollständigen die Dekoration dieses Raumes.